# Miyuki Yanagita
Miyuki Yanagita (柳田 美幸, Yanagita Miyuki, Chigasaki, 11 april 1981) is een voormalig Japans voetbalster.

## Carrière
Yanagita speelde onder meer voor Tasaki Perule FC en Urawa Reds.
Zij nam met het Japans vrouwenvoetbalelftal deel aan de Wereldkampioenschappen in 1999, 2003, 2007 en Olympische Zomerspelen in 2004 en 2008.

## Statistieken
| Japans vrouwenvoetbalelftal | Japans vrouwenvoetbalelftal | Japans vrouwenvoetbalelftal |
| Jaar                        | Wed.                        | Dlp.                        |
| --------------------------- | --------------------------- | --------------------------- |
| 1997                        | 3                           | 2                           |
| 1998                        | 0                           | 0                           |
| 1999                        | 7                           | 0                           |
| 2000                        | 3                           | 0                           |
| 2001                        | 1                           | 0                           |
| 2002                        | 10                          | 1                           |
| 2003                        | 3                           | 0                           |
| 2004                        | 11                          | 0                           |
| 2005                        | 9                           | 3                           |
| 2006                        | 15                          | 4                           |
| 2007                        | 14                          | 1                           |
| 2008                        | 15                          | 0                           |
| Totaal                      | 91                          | 11                          |